# プラハの旧ユダヤ人墓地

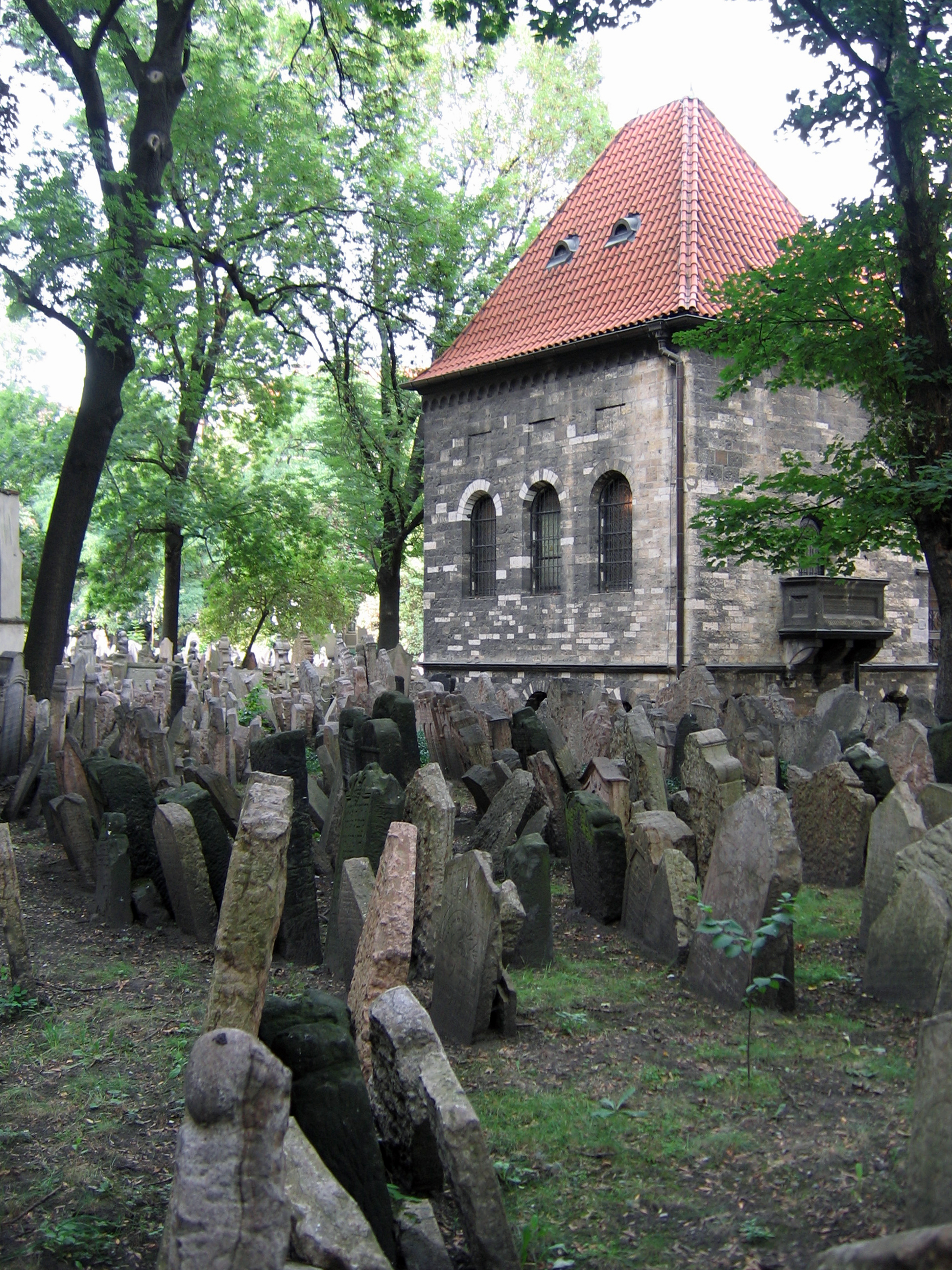
プラハの旧ユダヤ人墓地にひしめく数千の墓石

プラハの旧ユダヤ人墓地（ぷらはのきゅうゆだやじんぼち、英語: Old Jewish Cemetery）はヨーロッパで最大のユダヤ人墓地で、プラハのユダヤ人の歴史において最も重要なモニュメントの一つ。
この墓地は15世紀前半から1786年までその目的を果たしていた。
ラビのマハラルことイェフダ・レーヴ・ベン・ベザレル (1526?–1609)、実業家であったモルデカイ・マイゼル (1528–1601)、歴史家のダヴィド・ガンス (1541?–1613)や、ラビのダヴィド・オッペンハイム (1664–1736)など、地域のコミュニティの中で重要な人物達がこの墓地に埋葬されている。
今日ではこの墓地はプラハのユダヤ博物館によって管理されている。

## 歴史

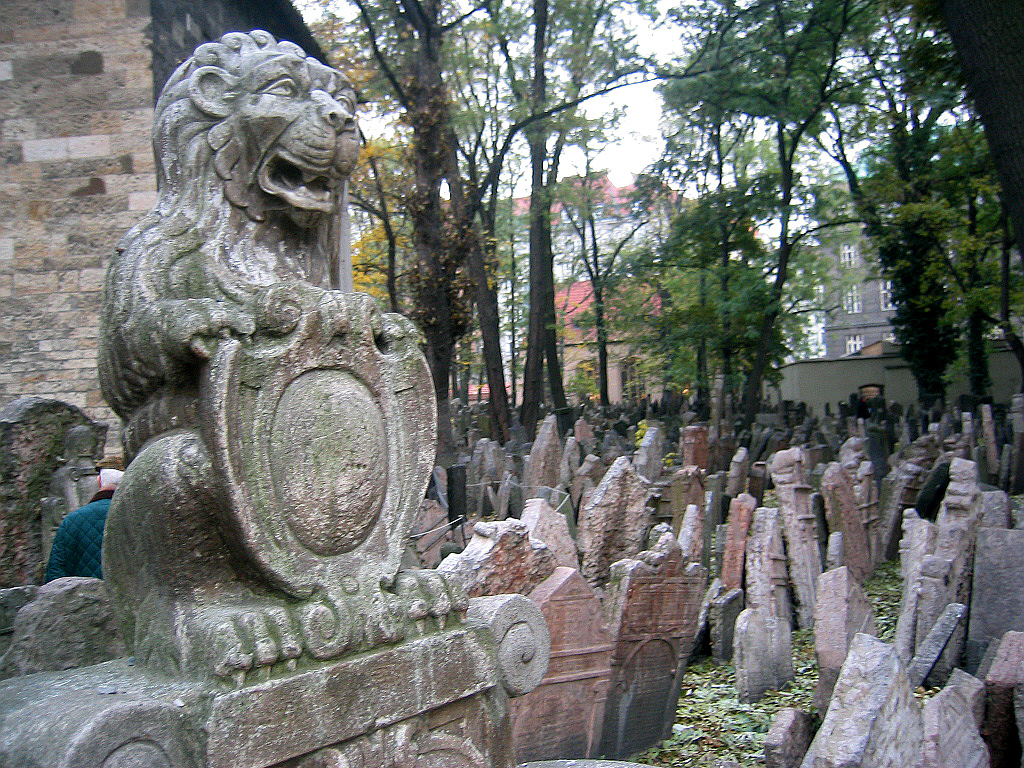
Hendl Basseviの墓碑の上にあるライオンの標

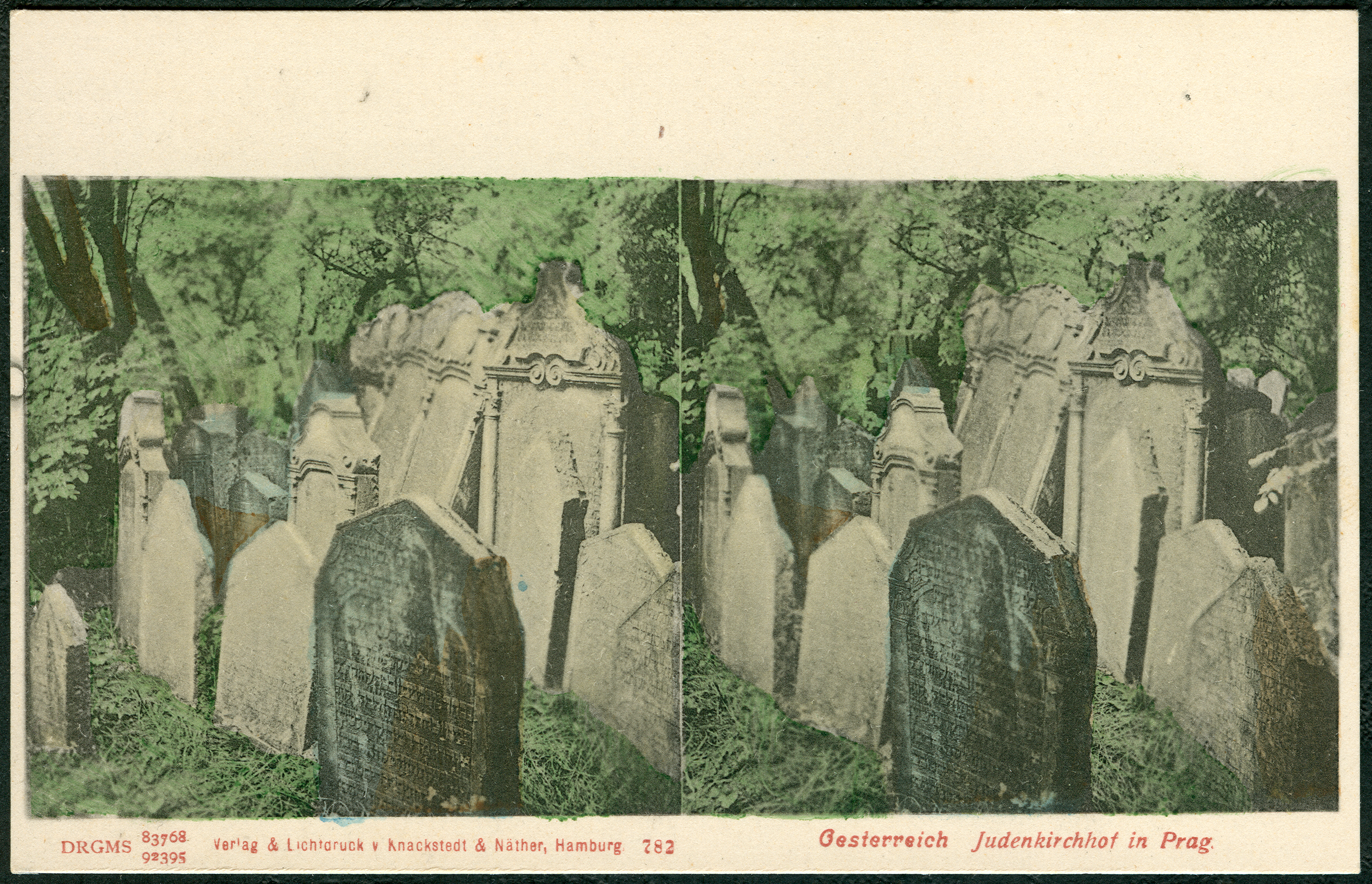
1900年頃の墓碑たち。
ハンブルクのKnackstedt & Nätherによるステレオ写真の彩色ポストカード(No.782)

この旧ユダヤ人墓地はプラハの最初のユダヤ人墓地ではない。これ以前の墓地はユダヤ庭園と呼ばれ、現在のプラハのニュータウンに位置していた。
この墓地は1478年にプラハ市民の不満を受けたヴワディスワフ2世の命令によって閉鎖され、後にはニュータウンの街路の下へと隠されることとなった。
この出来事以前より旧ユダヤ人墓地の歴史が始まっていることは判明しているが、開設された正確な日付は不明である。
唯一の手がかりとしては、1439年からあるラビで詩人のアヴィグドール・カラの墓碑がこの墓地で最も古い。
15世紀の中頃からの継続的な埋葬の時系列が墓碑の記録から判明している。
最後の墓碑は1787年のもので、これより3年前より啓蒙君主のヨーゼフ2世は、衛生面での理由から街壁の内側に埋葬することを禁じていた。
のちにプラハのユダヤ人たちは、17世紀頃、ペストの流行により開設されたジシュカの墓地を利用することとなった。
三世紀以上に渡り活発に利用され続けていたこの墓地は常に敷地不足に悩まされていた。
信心と亡き先祖たちに対する敬意は、ユダヤ人たちに古い墓を壊すことは許さなかった。
ユダヤ人たちのコミュニティが土地を購入し墓地を拡張する許可を得る機会は多くなく、領域を拡張する必要に応じて利用可能な場所には土壌が積まれ、新たな領域が作られた。
この理由により、最も多い所では12層にも重ねられた場所が存在する。
この土地不足への解決法により、古い墓々も完全なまま残されることとなった。
なんにせよ新しい階層が追加される時には、古い（下の）階層に属する墓碑を保護する為に横たえるか、上部の新しい層に移すことが必要とされた。
このため、今日では外から見える位置に墓碑が密集しており、その持ち主の多くは何層か下に離れて埋葬されている。
これはまた、なぜ墓地の地面が周囲の街路よりも数メートル盛り上がり、土壌と墓碑群を保持するための擁壁が必要となるかの説明ともなる。

## 墓碑
墓地には二種類のユダヤ式埋葬の墓碑 (matzevot) があり、古いものは木や石の板からなり、基本的に長方形であるが上部は様々な形をとる。
後のバロック期にはTumba（ohel、ヘブライ語でテントを意味する）が見られるようになった。
これは一般的に最初に説明した種類のものより代表的なものとされ、小さな家に似る。
これらのTumba形式の埋葬例としては、マハラルやモルデカイ・マイゼルの墓碑があげられる。このTumbaの中に遺体は収められず、その下の地面へと埋葬される。
旧ユダヤ人墓地の最も古い墓碑群は簡素なものであったが、すぐに様々なオーナメント（ピラスター、 ヴォルーテや門状の装飾など）が増え始めた。
最も装飾された墓碑は17世紀のものである。 
いずれにせよ、全ての墓碑にはヘブライ文字が刻まれ、故人の名前及び、彼らの死亡あるいは埋葬した日を知らせている。
ルネサンス期には故人の美徳を大いに称賛する追悼文が見られるようになった。
16世紀からは、人々の職業や名前、性格、人生を想起させるものなど、故人に通じる様々なシンボルで墓碑を特徴づけるようになった（下表を参照）。
| 宗教的特徴          | 宗教的特徴                                         | 個人の特質                 | 個人の特質                   |
| ------------------- | -------------------------------------------------- | -------------------------- | ---------------------------- |
| 六芒星 (ダビデの星) | ユダヤ                                             | 王冠                       | すばらしい名声               |
| 祝福された両手      | コーヘン、神殿の世襲祭司の末裔                     | （ワインに用いられる）葡萄 | 肥沃、まじめな、豊かな暮らし |
| 水差しと器          | レビート（レビ）、神殿のコーヘンに仕えたものの末裔 |                            |                              |

| 名前及び、通称 | 名前及び、通称                    | 名前及び、通称 | 名前及び、通称            | 職業                   | 職業     |
| 男性           | 男性                              | 女性           | 女性                      | 職業                   | 職業     |
| -------------- | --------------------------------- | -------------- | ------------------------- | ---------------------- | -------- |
| ライオン       | Arye, Leib, Yehudah (see Gn 49,9) | 鳥             | Tzipora, Feigele, Taubele | 本                     | 朗詠者   |
| 鹿             | Naftali (Gn 49, 29), Tzvi, Hirsch | 薔薇           | Rosa                      | ハープまたはバイオリン | 音楽家   |
| 熊             | Yissachar, Dov, Beer              | 通称           | 通称                      | ランセット             | 医者     |
| 狼             | Zeev, Benjamin (Gn 49,27)         | ねずみ         | Maisel                    | ハサミ                 | 仕立て屋 |
| 六芒星         | David, Menahem                    | ガチョウ       | Gans                      | 子牛                   | 肉屋     |

## 著名な故人の墓碑
このリストは右図の番号に従う。

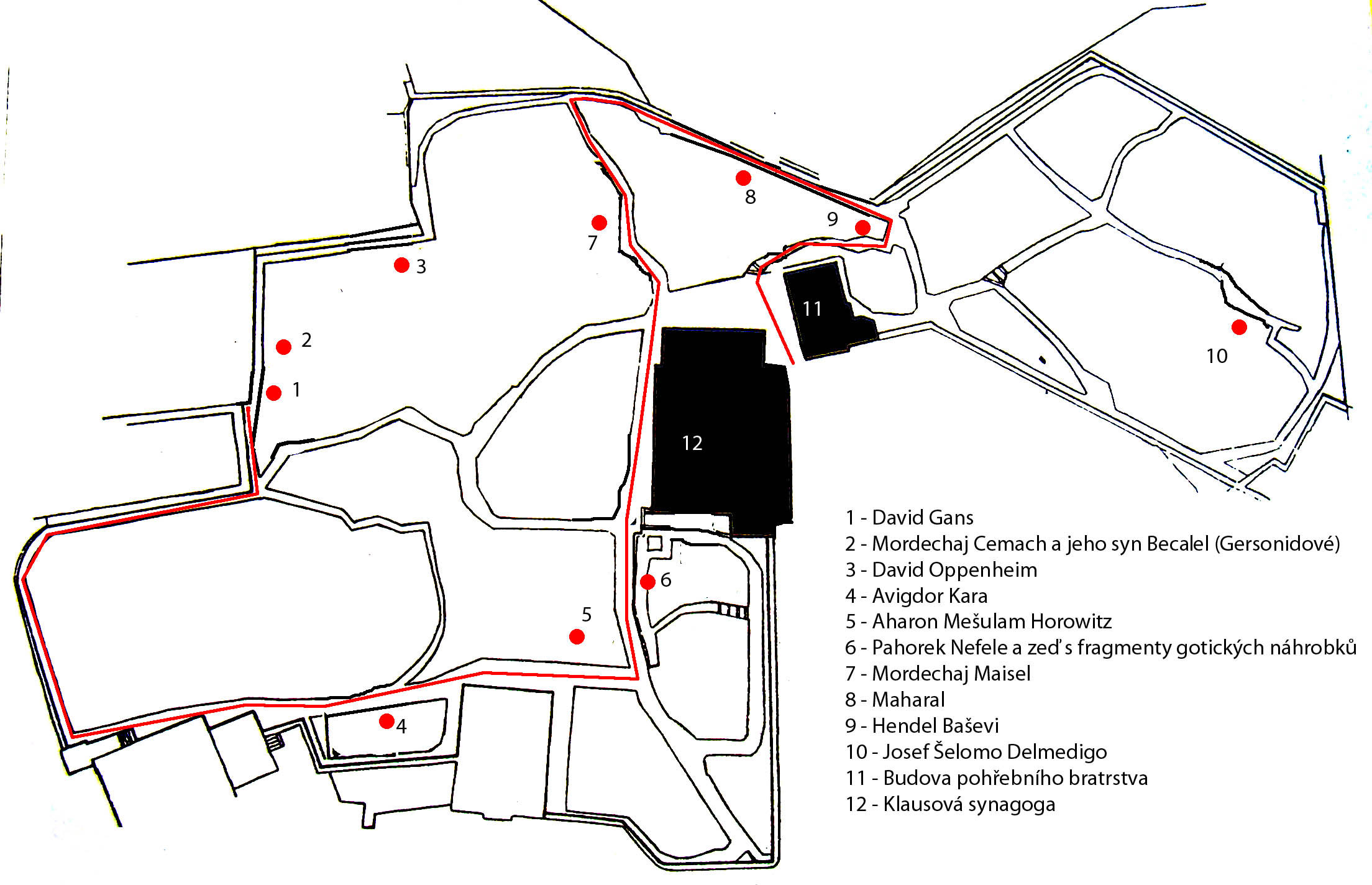
プラハの旧ユダヤ人墓地の順路プラン

1. ダヴィド・ガンスの墓碑。三角の形状で端する小さな墓碑である。
2. Mordecai Katz ben Gershom (?-1592) とその息子Betzalel (?-1589)の墓碑。ヨーロッパ全土へ広まった『プラハ・ハッガーダー (Prague hagadah)』を印刷した印刷工。
3. ダヴィド・オッペンハイムの墓碑 (tumba) には正面の壁の頂点に六芒星が掲げられている。
4. アヴィグドール・カラの墓碑は簡素な長方形である。この墓地で最も古い墓碑である。
5. 背の高い長方形の墓碑。ピンカス・シナゴーグの建築に取り掛かったAharon Meshulam Horowitz (? -1545) の墓碑である。
6. 丘の上のネフェレ（Nephele、ヘブライ語で流産を意味する）には生後一カ月未満の子供が埋葬された。現代のプラハの構築中に発見された遺体と墓碑もこの場所に移設された。
7. 最も古いtumbaはモルデカイ・マイゼルの墓碑である。彼はマイゼル・シナゴーグを建築した。
8. ラビのイェフダ・レーヴ・ベン・ベザレル (1512–1609) とその妻は、ライオンと葡萄で装飾されたそれぞれ別のtumbaに葬られている。彼の名前は伝説と関連しており、中でもゴーレム伝説が有名である。
9. Hendl Bassevi (?-1628) のtumbaは旧ユダヤ人墓地を代表的するともされる墓碑。墓碑の上にはライオンが座っている。ハプスブルク帝国で最初の貴族となったユダヤ人であるヤーコプ・バセヴィの妻。
10. Joseph Solomon Delmedigo (1591–1655) の墓碑。ヨーロッパ、アジア、アフリカなどで暮らし、多くの研究を行った医師。